# 门多西诺国家森林
门多西诺国家森林（英語：Mendocino National Forest）位于美国加利福尼亚州西北部的海岸山脉，面积913,306英畝（3,696.02平方）。它是加州唯一一座没有大路联通的国家森林。森林内部可进行多种娱乐活动——露营、遠足、山地自行车、滑翔伞、背包旅行、划船、钓鱼、打猎、自然研究、摄影，以及高速公路外的汽车旅行（off-highway vehicle travel）。